# App Store (iOS)
La Apple App Store es un servicio para el iPhone, iPod Touch y el iPad, creado por Apple, que permite a los usuarios buscar y descargar aplicaciones publicadas por Apple. Estas aplicaciones pueden adquirirse o son gratuitas, según los casos. Las aplicaciones pueden ser descargadas directamente al iPhone o al iPod Touch por medio de una aplicación del mismo nombre.
Apple otorga directamente el 70% de los ingresos de la tienda al vendedor de la aplicación y el otro 30% corresponde a Apple. En 2017, Apple dijo que los desarrolladores habían facturado más de 70.000 millones de dólares a través de la App Store.
El primer iPhone no tenía soporte para instalar apps adicionales a los que ya tenía, por lo que Apple recomendaba usar sitios web con HTML5 que utilizaran almacenamiento local para suplir esta función.
Sin embargo, la empresa cambió de parecer al anunciar un kit de desarrollo antes del 10 de julio de 2008, el cual fue la inauguración de la App Store dentro de App. Las 500 aplicaciones iniciales se descargaban desde ahí para ser transferidas al iPhone; sin embargo, la versión 2.0 del software del iPhone y el iPod Touch compatible con la nueva tienda aún no estaba disponible para ser descargada desde Apple Software Update, lo que provocó que las aplicaciones no pudieran ser instaladas. La versión 2.0 del iPhone OS fue lanzada el 11 de julio de 2008 y las aplicaciones ya pudieron ser descargadas directamente de los dispositivos. Para el 8 de junio de 2009, ya existían más de 50 000 aplicaciones de terceros oficialmente disponibles para el iPhone y el iPod Touch en App Store. En menos de un año desde su lanzamiento, App Store superó los 25.000 millones de descargas de aplicaciones.Copia de archivo en Wayback Machine.

## iOS SDK
Jobs anunció en octubre de 2007 que Apple tendría un kit de desarrollo de software disponible para los desarrolladores en febrero de 2008. El SDK fue lanzado el 6 de marzo de 2008. El SDK permite a los desarrolladores (que utilicen Mac OS X 10.5.4 o superior) crear aplicaciones usando Xcode que funcionarán desde el principio en el iPhone y en el iPod Touch. Una versión beta fue lanzada después del evento, y la versión final fue publicada en julio de 2008 junto con el iPhone 3G. Este acontecimiento, acompañado por un gran programa de distribución para terceras personas, se convirtió más tarde en el Programa de Desarrolladores de iPhone, que ofrece actualmente cuatro líneas de distribución para los desarrolladores:
- iOS Developer Program
- iOS Enterprise Program
- iOS University Program
- Mac Developer Program

Las aplicaciones distribuidas por medio del programa Developer pueden ser vendidas únicamente a través de la iTunes Store para Mac o para Windows, o bien en la App Store para iPhone o iPod Touch. Los desarrolladores que publiquen sus aplicaciones en la App Store reciben el 70 % de los ingresos por ventas y no deben pagar ningún costo de distribución para su aplicación; sin embargo, se requiere pagar una tasa de $99 dólares para utilizar el iPhone SDK y subir aplicaciones a la tienda.
En cambio, las aplicaciones distribuidas por medio del programa de empresas Enterprise son exclusivamente para uso institucional, lo que permite que grandes corporaciones y agencias gubernamentales desarrollen aplicaciones propietarias que no sean para uso público. Este programa genera en el iTunes una especie de "minitienda" solo accesible por los usuarios corporativos. Tiene un coste de $299 anuales.
Para que una aplicación funcione en el iPhone, ésta necesita estar registrada, certificado que solo pueda ser concedido por Apple, después que el desarrollador haya creado el software por medio del paquete estándar (99 dólares anuales) o del paquete de empresas (299 dólares por año) y del SDK.

## Aplicaciones
El 10 de julio de 2008, el Director ejecutivo de Apple, Steve Jobs declaró a USA Today que la App Store contenía 500 aplicaciones de terceros para iPhone y iPod Touch, de las cuales 125 eran gratuitas. Estas aplicaciones de terceros variaban desde aplicaciones para negocios, juegos, entretenimiento, educativas y muchas más. Para el 11 de julio de 2008, los usuarios podían comprar aplicaciones de la App Store y transferirlas al iPhone o el iPod Touch con la actualización de software PhoneOS 2.0 que estuvo disponible a través de iTunes ese mismo día. El primer fin de semana fueron descargadas 10 millones de aplicaciones.

Significa que el usuario puede descargar en la App Store

El 16 de enero de 2009, Apple anunció en su página web que 500 millones de aplicaciones habían sido descargadas. El 23 de abril de 2009, un niño de 13 años de edad, Connor Mulcahey, de Weston, Connecticut, alcanzó la cifra de mil millones de aplicaciones descargadas. El 22 de enero de 2011 se descargó la aplicación número diez mil millones. Poco más de un año después, el 3 de marzo de 2012, se descargó la app 25 mil millones. Con lo cual se demuestra que el crecimiento de la App Store es gigantesco.
En 2016, el CEO de Apple, Tim Cook, anunció que existen 2 000 000 aplicaciones disponibles para dispositivos con iOS.

## Clasificación de aplicaciones
Apple clasifica las aplicaciones sobre la base de su contenido, y para cada una determina para que grupo de edad es apropiada. Según el evento de lanzamiento del iPhone OS 3.0, el iPhone permitirá bloquear las aplicaciones desagradables en las opciones de este. A continuación se listan las categorías de clasificación de Apple:
| Símbolo | Calificación     | Descripción |
| ------- | ---------------- | --- |
|         | 4+               | - No contiene material objetable. Esta calificación tiene tres subclasificaciones: - Hecho para Edades 5 años o menos - Esta aplicación es adecuada para niños de 5 años o menos, pero las personas de 6 años o más también pueden usar esta aplicación. - Hecho para Edades 6 a 8 - Esta aplicación es adecuada para niños de 6 a 8 años, pero las personas de 9 años o más y 5 o menos también pueden utilizar esta aplicación. - Hecho para edades de 9 a 11 años - Esta aplicación es adecuada para niños de 9 a 11 años, pero las personas de 12 años o más y 8 o menos también pueden utilizar esta aplicación. |
|         | 9+               | Puede contener sucesos leves o infrecuentes de dibujos animados, fantasía o violencia realista, y contenido leve infrecuente maduro, sugestivo o con temática de horror que puede no ser adecuado para niños menores de 9 años. |
|         | 12+              | Puede contener dibujos animados frecuentes o intensos, fantasía o violencia realista, temas suaves o infrecuentes maduros o sugestivos, blasfemia leve o infrecuente, y juegos de azar simulados que pueden no ser adecuados para niños menores de 12 años. |
|         | 17+              | Puede contener profanidad frecuente e intensa, caricatura excesiva, fantasía o violencia realista, frecuentes e intensas maduras, terror, temas sugerentes, contenido sexual, desnudez, alcohol y drogas, o una combinación de cualquiera de estos factores que no son adecuados para menores de 17 años. Esto incluye aplicaciones con acceso web sin restricciones. Ningún ID de Apple propiedad de cualquier persona de 16 años o menos puede comprar una aplicación con una calificación de 17+. |
|         | Sin calificación | Estas aplicaciones no se pueden comprar en la App Store, ya que las aplicaciones de la App Store necesitan tener una calificación para la seguridad de los niños. |